# ATP China Challenger International 2012
L'ATP China Challenger International 2012 è stato un torneo professionistico di tennis giocato sul cemento. È stata la 1ª edizione del torneo che fa parte dell'ATP Challenger Tour nell'ambito dell'ATP Challenger Tour 2012. Si è giocato Wuhan in Cina dal 23 al 29 luglio 2012.

## Partecipanti

### Teste di serie
| Nazionalità   | Giocatore        | Ranking* | Testa di serie |
| ------------- | ---------------- | -------- | -------------- |
| Slovenia      | Aljaž Bedene     | 114      | 1              |
| Slovenia      | Grega Žemlja     | 119      | 2              |
| Giappone      | Yūichi Sugita    | 168      | 3              |
| Taipei cinese | Yang Tsung-hua   | 174      | 4              |
| Cina          | Zhang Ze         | 184      | 5              |
| Francia       | Josselin Ouanna  | 185      | 6              |
| Giappone      | Hiroki Moriya    | 219      | 7              |
| Francia       | Laurent Rochette | 228      | 8              |

- Ranking al 16 luglio 2012.

### Altri partecipanti
Giocatori che hanno ricevuto una wild card:
- Ma Ya-Nan
- Ning Yuqing
- Ouyang Bowen
- Wang Chuhan

Giocatori passati dalle qualificazioni:
- Matthew Barton
- Adam Feeney
- Nikolaus Moser
- Luke Saville

## Campioni

### Singolare
- Aljaž Bedene ha battuto in finale  Josselin Ouanna, 6-3, 4-6, 6-3

### Doppio
- Sanchai Ratiwatana /  Sonchat Ratiwatana hanno battuto in finale  Adam Feeney /  Samuel Groth, 6-4, 2-6, [10-8]